# Plebanka (gmina Waganiec)
Plebanka – wieś w Polsce położona w województwie kujawsko-pomorskim, w powiecie aleksandrowskim, w gminie Waganiec.
W latach 1975–1998 miejscowość administracyjnie należała do województwa włocławskiego.
Swoją siedzibę miała tutaj Spółdzielcza Agrofirma "Plebanka" działająca w branży sadowniczej oraz pokrewnej z nią przetwórstwa owocowo-warzywnego. 
Miejscowość leży w pobliżu nadwiślańskiego miasteczka Nieszawa.
Wieś sołecka – zobacz jednostki pomocnicze gminy Waganiec w  BIP.